# Dobro je dok umiremo po redu
Dobro je dok umiremo po redu višestruko je nagrađivana predstava nastala prema istoimenoj drami Ivora Martinića u režiji Aleksandra Švabića, a u produkciji Zagrebačkog kazališta mladih.

## Povijest
Praizvedba predstave održana je 21. rujna 2019. godine u Zagrebačkom kazalištu mladih. Ivor Martinić jedan je od najznačajnijih dramatičara, a ovo je druga njegova drama praizvedena u tom kazalištu. Nakon iznimnog uspjeha predstave Moj sin samo malo sporije hoda u režiji Janusza Kice, Martinićev tekst Dobro je dok umiremo po redu postavljen je na scenu u režiji mladog redatelja Aleksandra Švabića, uz dramaturgiju Ivana Penovića.
Predstava Dobro je dok umiremo po redu dobila je izuzetno pozitivne kritike. Kritičarka Nataša Govedić tako piše: "Tekst Ivora Martinića pogađa najbolniji problem suvremene hrvatske svakodnevice: emigraciju kao oblik života. Što smo dublje u 21. stoljeću, praktički nema osobe u Hrvatskoj koja nije ispratila nekoga od svojih najbližih (obitelj, prijatelje, rodbinu) prema privremenom ili (češće) trajnom egzilu. Gotovo trideset godina samostalne države i njezinih korumpiranih, militantno samoživih političara stvorilo je različite oblike sustavnog nepoštovanja prema temeljnim socijalnim pravima hrvatskih građana." Matko Botić u časopisu Kazalište posebno hvali izvedbu glumice Doris Šarić-Kukuljice, ističući njezinu iznimnu preciznost i suptilnost u interpretaciji lika Elze: "Doris Šarić Kukuljica neodoljiva je kao Elza, žena s druge strane ruba živčanog sloma, nevjerojatno precizna u odmjeravanju težine svake izgovorene rečenice. Ta filigranska preciznost kojom Doris Šarić Kukuljica sjenča vlastiti lik, pazeći na svaki zarez, motivaciju i unutarnje stanje, potpuno je unikatna, gotovo endemska pojava u domaćim teatrima. Bez trunke pretjerivanja i bez želje za glumačkom dominacijom, ta je glumica uspjela iznijeti pravo more uzburkanih emocija, tek s jednom rečenicom izgovorenom s povišenim tonom."
15. svibnja 2022. godine svečano je održana jubilarna 50. izvedba predstave. 

## Autorski tim
Tekst: Ivor Martinić

Režija: Aleksandar Švabić

Dramaturg: Ivan Penović

Scenografkinja/vizualni identitet: Ana Savić Gecan

Kostimografija: Marta Žegura

Suradnica za scenski pokret: Petra Hrašćanec

Autori glazbe: Alen Sinkauz i Nenad Sinkauz

Oblikovatelj rasvjete: Aleksandar Čavlek

Inspicijentica: Petra Prša

Igraju:

Branko Meničanin - Janko

Doris Šarić-Kukuljica - Elza

Nataša Dangubić - Nikolina

Milica Manojlović - Lucija

Maro Martinović - Mirko

Zoran Čubrilo - Zdeslav

Kristijan Ugrina - Dražen

## Nagrade
Nagrada hrvatskog glumišta, Zagreb

- Nagrada Hrvatskog glumišta za dramski tekst: Ivor Martinić

- Nagrada Hrvatskog glumišta za glavnu mušku ulogu: Branko Meničanin

- Nagrada Hrvatskog glumišta za najbolju sporednu žensku ulogu: Nataša Dangubić

30. Marulićevi dani, Split

- Marul za najbolji dramski tekst: Ivor Martinić

45. Dani satire Fadila Hadžića, Zagreb

- Nagrada Zlatni smijeh za najbolji tekst: Ivor Martinić

- Glavna nagrada Zlatni smijeh za najbolju žensku ulogu: Doris Šarić-Kukuljica

Nagrada Vladimir Nazor za kazališnu umjetnost

- Doris Šarić-Kukuljica

## Vanjske poveznice
- - prikaz predstave